# Mt.Gox
Mt.Gox K.K. (engl. Mt.Gox Co. Ltd.) war einer der weltweit größten Handelsplätze für Bitcoins. Es wurde 2009 als Tauschplatz für Sammelkarten gegründet, im Jahr 2010 zu einer Bitcoin-Börse umgewidmet und wurde schnell einer der wichtigsten Wettbewerber im Bitcoin-Handel. Im August 2013 wurden 60 % des weltweiten Bitcoin-Handelsvolumens über die Plattform vermittelt. Am 28. Februar 2014 meldete das Unternehmen bei einem japanischen Bezirksgericht Insolvenz an.

## Funktionsweise
Nutzer verfügten bei Mt.Gox über zwei Konten: ein Bitcoin-Konto und ein Konto mit Geld der dem Nutzerprofil zugeordneten Währung. Auf letzteres konnte bspw. durch Banküberweisungen, auf ersteres durch einen Bitcoin-Transfer an eine zugeordnete Bitcoin-Adresse Geld überwiesen werden. Die Bitcoins wurden zentral von Mt.Gox verwaltet, eine Installation des Bitcoin-Clients auf dem PC des Nutzers war nicht erforderlich. Die Bitcoins konnten jederzeit gebührenfrei zu einer anderen Bitcoin-Adresse außerhalb des Zugriffs von Mt.Gox übertragen werden. Über die Weboberfläche konnte der Nutzer Kauf- oder Verkaufs-Angebote erstellen. Beim Kauf konnte optional ein Höchstpreis angegeben werden, beim Verkauf ein Mindestpreis. Die Plattform ermittelte auf Basis der gestellten Orders den Marktpreis und führte die Transaktionen automatisch zusammen. Es wurde eine Transaktionsgebühr jeweils i. H. v. 0,6 % (in Bitcoin) des Transaktionsvolumens fällig.

## Geschichte
Da Mt.Gox ursprünglich als Tauschbörse für Sammelkarten des Spiels Magic: The Gathering gegründet wurde, leitet sich der Name von Magic: The Gathering Online Exchange ab. Das Unternehmen wurde von Jed McCaleb gegründet, der den Besitz im März 2011 an die jetzigen Eigner, Tibanne Ltd., abtrat. Die Börse wurde zuletzt von Mark Karpelès geführt.

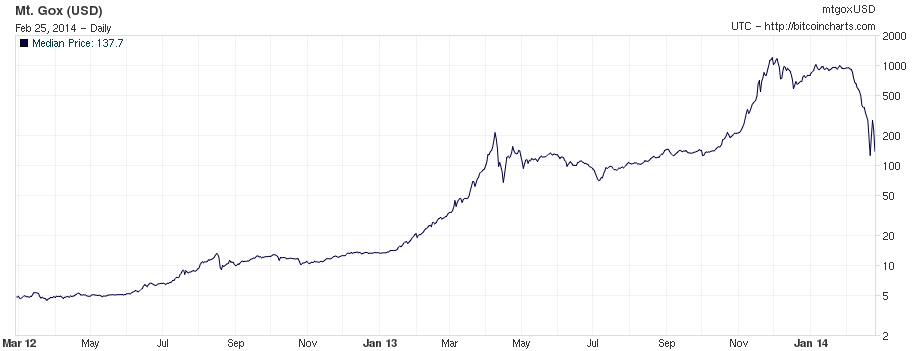
Wechselkurs für 1 Bitcoin in US-Dollar auf Mt.Gox

Die Börse wurde durch das japanische Unternehmen Tibanne Ltd. betrieben, das 2009 gegründet und in der Tokioter Handelskammer registriert wurde.

### Besondere Vorkommnisse
Am 13. Juni 2011 erklärte der Nutzer Allinvain, dass bei einem Einbruch in seinen Computer ein Betrag von 25.000 BTC entwendet wurde (zu diesem Zeitpunkt umgerechnet 502.750 USD). Das gestohlene Guthaben wurde unerkannt vom Dieb wieder in Umlauf gebracht.
Am 19. Juni 2011 verursachte eine Sicherheitslücke auf MtGox.com einen Preiseinsturz auf einen US-Cent pro Bitcoin, nachdem ein Hacker Zugangsdaten eines Mt.Gox-Mitarbeiters nutzte, um eine große Anzahl Bitcoins an sich selbst zu schicken. Nach einigen Minuten korrigierte der Preis wieder auf den vorherigen Handelspreis. Konten mit Werten von insgesamt mehr als 8,75 Millionen US-Dollar waren betroffen.
Am 11. August 2011 kündigte die japanische Betreiberfirma von Mt.Gox, Tibanne, überraschend an, den Dienst Bitomat.pl zu übernehmen und die Nutzer in die eigene Nutzerbasis zu integrieren. Dabei würden die Guthaben der Nutzer vollständig übernommen. Die Einlagen der Nutzer würden durch Mt.Gox ausgezahlt und es werde weiterhin möglich sein, polnische Złoty durch lokale polnische Banktransfers ein- und auszuzahlen.
Am 22. Februar 2013 wurden einige Dwolla-Konten vorübergehend eingeschränkt, nachdem Dwolla neue Anti-Geldwäsche-Bedingungen eingeführt hat. Im Ergebnis wurden Transaktionen von Mt.Gox-Konten zu Dwolla-Konten abgebrochen, jedoch bei Mt.Gox nicht zurückgebucht. Erst am 3. Mai, mehr als drei Monate später, wurden die Beträge zurückgebucht.

### Aussetzungen des Handels
Vom 11. bis zum 12. April 2013 setzte Mt.Gox den Handel aus, um den Markt „abkühlen“ zu lassen. Der Preis eines Bitcoins fiel nach der Wiederaufnahme auf einen Tiefpreis von 55,59 US-Dollar, bevor er sich auf einen Wert über 100 US-Dollar stabilisierte.
Am 20. Juni 2013 wurden Auszahlungen ausgesetzt.
Am 4. Juli 2013 kündigte das Unternehmen an, dass Auszahlungen wieder vollständig vorgenommen würden, doch bis zum 5. September 2013 wurden nur wenige US-Dollar-Auszahlungen erfolgreich durchgeführt.

### Klagen und Rechtliches
Am 2. Mai 2013 verkündete CoinLab, das erste fremdfinanzierte Bitcoin-Unternehmen, dass es Mt.Gox wegen Vertragsverletzung auf Schadensersatz in Höhe von 75 Mio. USD verklagen werde und die Geschäftsbeziehungen eingestellt wurden.
Am 15. Mai 2013 beschlagnahmte das Ministerium für Innere Sicherheit der Vereinigten Staaten Konten der Onlinebörse Mt.Gox beim Zahlungsdienstleister Dwolla, da es Mt.Gox versäumt hatte, sich in den USA als Zahlungsdienstleister zu registrieren.

### Insolvenz
Ab dem 7. Februar 2014 ließ Mt.Gox keine Abhebungen mehr zu. Am 10. Februar teilte das Unternehmen in einer Pressemitteilung mit, dass die Abhebungssperre aufgrund des als Transaction Malleability bekannten Problems im Bitcoin-Protokoll vorerst bestehen bliebe. Es würde allerdings an einer Lösung gearbeitet.
Seit dem 25. Februar 2014 war die Website von Mt.Gox nicht mehr erreichbar bzw. enthielt nur zwei kurze Meldungen, dass man weiterhin an einer Lösung der jüngsten Probleme arbeite. Außerdem wurde der gesamte Twitter-Feed von Mt.Gox geleert. Wenige Stunden zuvor war der Chef der Börse, Mark Karpelès, von seinem Vorstandssitz in der Bitcoin-Foundation zurückgetreten.
Am 28. Februar 2014 stellte Mt.Gox bei einem japanischen Bezirksgericht einen Antrag auf Gläubigerschutz. Außerdem wären 750.000 Bitcoins an Kundeneinlagen sowie 100.000 Bitcoins des Unternehmens verloren gegangen. Nach dem Marktpreis im Vormonat entsprach dies einem Verlust von mehr als 800 Mio. US-Dollar. Der Anwalt des Unternehmens teilte auf der Pressekonferenz weiterhin mit, das Unternehmen habe Schulden in Höhe von 6,5 Mrd. Yen (etwa 63,6 Mio. US-Dollar), dem 3,84 Mrd. Yen an Vermögen gegenüberständen.
Am 20. März 2014 gab Mt.Gox bekannt, dass 200.000 verloren geglaubte Bitcoins wieder aufgetaucht seien, womit sich der gesamte erlittene Verlust auf 650.000 Bitcoins reduziere.
Die japanische Zeitung Yomiuri Shimbun berichtete am 2. Januar 2015, die Tokioter Polizei gehe nach Ermittlungen von einer internen Manipulation aus. Lediglich 7000 Bitcoins seien durch Hackerangriffe von außen gestohlen worden, die übrigen 643.000 seien durch einen unbekannten Insider unterschlagen worden.

### Festnahme
Am 1. August 2015 wurde der frühere Chef von Mt.Gox, Mark Karpelès, von japanischen Behörden festgenommen. Die japanischen Behörden werfen Karpelès vor, zu seinem eigenen Vorteil in das System der Börse eingegriffen zu haben.